# Gratkorn
S
Gratkorn è un comune austriaco di 7 791 abitanti nel distretto di Graz-Umgebung, in Stiria; ha lo status di comune mercato (Marktgemeinde).